# Freccia del Brabante 2018
La Freccia del Brabante 2018, cinquantottesima edizione della corsa e valevole come evento dell'UCI Europe Tour 2018 categoria 1.HC, si svolse l'11 aprile 2018 su un percorso di 201,9 km, con partenza da Lovanio e arrivo a Overijse, in Belgio. La vittoria fu appannaggio del belga Tim Wellens, il quale completò il percorso in 4h42'48", alla media di 42,86 km/h, precedendo l'italiano Sonny Colbrelli e il connazionale Tiesj Benoot.
Sul traguardo di Overijse 100 ciclisti, su 143 partiti da Lovanio, portarono a termine la competizione.

## Squadre e corridori partecipanti
| N.      | Cod. | Squadra                    |
| ------- | ---- | -------------------------- |
| 1-7     | TBM  | Bahrain-Merida             |
| 11-17   | BMC  | BMC Racing Team            |
| 21-27   | LTS  | Lotto Soudal               |
| 31-37   | MTS  | Mitchelton-Scott           |
| 41-47   | QST  | Quick-Step Floors          |
| 51-57   | DDD  | Team Dimension Data        |
| 61-67   | TLJ  | Team Lotto NL-Jumbo        |
| 71-77   | ABS  | Aqua Blue Sport            |
| 81-87   | CCC  | CCC Sprandi Polkowice      |
| 91-96   | COF  | Cofidis, Solutions Crédits |
| 101-107 | TDE  | Direct Énergie             |

| N.      | Cod. | Squadra                         |
| ------- | ---- | ------------------------------- |
| 111-117 | ICA  | Israel Cycling Academy          |
| 121-127 | NIP  | Nippo-Vini Fantini-Europa Ovini |
| 131-137 | RNL  | Roompot-Nederlandse Loterij     |
| 141-147 | SVB  | Sport Vlaanderen-Baloise        |
| 151-157 | FST  | Team Fortuneo-Samsic            |
| 161-167 | TNN  | Team Novo Nordisk               |
| 171-177 | VWC  | Veranda's Willems-Crelan        |
| 181-187 | VCC  | Vital Concept Cycling Club      |
| 191-197 | WGG  | Wanty-Groupe Gobert             |
| 201-207 | WVA  | WB Aqua Protect Veranclassic    |

## Ordine d'arrivo (Top 10)
| Pos. | Corridore        | Squadra      | Tempo    |
| ---- | ---------------- | ------------ | -------- |
| 1    | Tim Wellens      | Lotto        | 4h42'48" |
| 2    | Sonny Colbrelli  | Bahrain-Mer. | a 9"     |
| 3    | Tiesj Benoot     | Lotto        | s.t.     |
| 4    | Pieter Serry     | Quick-Step   | s.t.     |
| 5    | Jan Tratnik      | CCC          | s.t.     |
| 6    | Andrea Pasqualon | Wanty        | s.t.     |
| 7    | Dylan Teuns      | BMC          | s.t.     |
| 8    | Huub Duyn        | Veranda's    | a 12"    |
| 9    | Thomas Sprengers | Sport Vl.    | a 14"    |
| 10   | Daryl Impey      | Dimension    | s.t.     |